# Orde van de Feniks (Hohenlohe)
De Orde van de Feniks (Duits:"Fürstlich Hohenlohescher Haus-und Phönixorden") van het voormalige Vorstendom Hohenlohe is een huisorde van de gelijknamige vorstelijke familie, de vorsten van Hohenlohe-Waldenburg-Schillingfürst.
De orde werd op 29 december 1757 door Phillip Ernst I, Vorst van Hohenlohe-Waldenburg-Schillingfürst ingesteld ter gelegenheid van zijn 95e verjaardag en droeg in eerste instantie de naam "Orde van de Gouden Vlam". Deze Orde was gedacht als een "band der vriendschap" voor kinderen, kleinkinderen en naaste familieleden.
De zoon van de stichter, Karl Albrecht I van Hohenlohe-Waldenburg-Schillingfürst, hervormde de Orde in 1770 en voegde daar een tweede klasse, de "Orde van de Feniks" of "Ritterorden vom Phönix"  geheten aan toe. Voor het toekennen van de Orde waren vier grootouders met ieder 16 kwartieren vereist en de toelatingseisen waren voor buitenlandse kandidaten net zo streng als in de Maltezer Orde in hun eigen land gebruikelijk was.
De feniks als motief was ontleend aan het helmteken van de Hohenlohes.
In 1795 werd de Orde door Vorst Leopold van Hohenlohe-Bartenstein, het oudste lid van de oudste tak van het Vorstenhuis, van nieuwe statuten voorzien; de eerste klasse was nu de werkelijke huisorde en was alleen bestemd voor de leden van de Vorstelijke familie en andere regerende (Duits: "Unmittelbare") Vorstelijke en Grafelijke Huizen terwijl de tweede klasse een Orde voor de adellijke dienaren en dienaressen van de familie was. Deze tweede klasse, verdeeld in commandeurs en ridders, werd na 1829 niet meer verleend.
In de Reichsdeputationshauptschluss van 1806 verloor ook de Vorst van Hohenlohe zijn kleine rijk. Hij werd gemediatiseerd en was nu een onderdaan, zij het als "Standesherr", van de Koning van Württemberg. Met toestemming van deze Koning werd de huisorde van de Hohenlohes ook na 1806 nog uitgereikt.
De vorsten van Hohenlohe waren zeer Fransgezind. De diploma's van de ridders werden dan ook in het Duits en in het Frans opgesteld. Toen een vorst-grootmeester van de orde, Ludwig Alois van Hohenlohe-Waldenburg-Schillingfürst, tevens Pair en maarschalk van Frankrijk in 1827 een audiëntie aan het Franse hof werd verleend droegen koning Karel X van Frankrijk en alle Prinsen van den Bloede als compliment aan hun gast de Orde van de Fenix. De orde werd tot in de 20e eeuw verleend maar over haar huidige status is niets bekend.
Het kruis van de Orde is een Maltezer kruis met op de wit-geëmailleerde armen twaalf gouden vlammen. Het medaillon toont een zilveren feniks binnen een ring met de woorden "IN SENIO" (Latijn: "In de ouderdom"). Dames dragen het kleinood aan een strik, heren dragen het kruis om de hals met op de linkerborst een grote zilveren ster met een blauw in goud gevat medaillon. Het lint is karmijnrood met twee zilvergrijze strepen.